# 松林青年駅
松林青年駅（ソンリムチョンニョンえき、朝鮮語: 송림청년역）は、朝鮮民主主義人民共和国黄海北道松林市にある駅で、松林線に属する。 

## 歴史
- 1905年11月1日：京義線兼二浦支線の線路敷設完了。
- 1908年4月1日：兼二浦駅として正式に旅客営業開始[1]。
- 日時不明：松林青年駅に改称。

## 隣の駅
松林線
長川里駅 - 松林青年駅